# Богдан (Манишин)
Єпископ Богдан (Манишин) (нар. 24 жовтня 1972, Новий Розділ Миколаївського району Львівської області) — єпископ-помічник Стрийської єпархії Української греко-католицької церкви.

## Життєпис
Після навчання у СШ № 3 1987 року вступив до місцевого політехнічого технікуму, який закінчив 1991 року. З 20 листопада 1991 року по 7 грудня 1993 року — військова служба у Збройних Силах України. 
1996 року вступив на навчання до Львівської духовної семінарії Святого Духа, яку успішно закінчив 2002 року. Впродовж 2002—2004 рр. продовжував навчання на кафедрі пасторального богослов'я Люблінського католицького університету (Польща), здобуваючи ступінь ліценціату.
Висвячений на диякона 3 березня 2002 року. Священничі свячення прийняв 15 вересня 2002 р. з рук Преосвященного Владики Юліана (Ґбура), єпарха Стрийського, в Катедральному храмі Успіння Пресвятої Богородиці м. Стрий.
Виконував обов'язки військового капелана в Академії сухопутних військ України м. Львів.
Впродовж липня 2004 року — листопада 2006 року душпастирював як сотрудник на парафії Успіння Пресвятої Богородиці м. Стрий, після чого, 22 жовтня 2006 року, призначений Адміністратором храму св. Миколая м. Перемишляни.
Був представником від Стрийської єпархії в Митрополичій Євангелізаційній Комісії УГКЦ.
Апостольський Адміністратор Стрийської єпархії УГКЦ Владика Тарас (Сеньків), декретом від 12 квітня 2010 року (Вих. № СЄ 302/2010) призначив Всечеснішого о. Богдана Манишина Протосинкелом Стрийської єпархії УГКЦ.
2 квітня 2014 року, у Ватикані повідомлено про те, що Святіший Отець Франциск дав свою згоду на канонічне обрання Синодом Єпископів на єпископа та призначення на Єпископа-помічника Стрийської єпархії протоієрея Богдана Манишина, протосинкела Стрийської єпархії, надаючи йому титулярний осідок Лезві.
Єпископська хіротонія Владики Богдана відбулася 24 травня 2014 року, в Катедральному храмі Успіння Пресвятої Богородиці м. Стрия.
26 липня 2024 року Синод УГКЦ призначив владику Богдана на 5 років керівником Департаменту військового капеланства при Патріаршій курії УГКЦ. На цій посаді він заступив попереднього довготривалого очільника Департаменту, владику Михаїла Колтуна.